# Ломбард (Иллинойс)
Ломбард (англ. Lombard) — деревня в округе Ду-Пейдж в штате Иллинойс США. По данным переписи 2020 года, численность населения составляла 44 476 человек.

## Население
| 2010   | 2020    |
| ------ | ------- |
| 43 165 | ↗44 476 |